# Ферари (филм)
Ферари (енгл. Ferrari) је амерички биографски филм из 2023. године, у режији Мајкла Мена, о Енцу Ферарију. Главне улоге тумаче Адам Драјвер, Пенелопе Круз и Шејлин Вудли.

## Радња
Филм је заснован на биографији Енца Ферарија. Радња се одвија 1957. године, када он решава породичне проблеме и припрема се за трку од „Хиљаду миља“ (итал. Mille Miglia).